# Home (Washington)
Home es un área no incorporada ubicada en el condado de Pierce en el estado estadounidense de Washington.

## Geografía
Home se encuentra ubicado en las coordenadas 47°16′37″N 122°45′58″O / 47.27694, -122.76611.